# Bärnreuth (Büchlberg)
Bärnreuth ist ein Gemeindeteil von Büchlberg im niederbayerischen Landkreis Passau.
Das Dorf liegt an der Kreisstraße PA 21 etwa 5 Kilometer nordöstlich von Büchlberg am östlichen Rand des Gemeindegebiets. Es hat insgesamt 68 Einwohner. Zwischen den Hausnummern 1 und 4 steht eine Dorfkapelle. Bärnreuth liegt am Fuße des Steinbergs (830 m ü. NHN). Im Zuge der Gebietsreform in Bayern kam der Ort am 1. Juli 1972 von der später aufgelösten Gemeinde Nirsching zu Büchlberg.